# Cksum
cksum és una instrucció Unix que calcula el codi de comprovació de  CRC d'un o diversos fitxers. cksum mostra per la sortida estàndard el codi de comprovació CRC, la mida del fitxer i el nom. Si no té arguments, llegeix un fitxer de l'entrada estàndard i mostra el codi de comprovació CRC i la mida. Si s'introdueixen les dades per la  terminal, la fi de fitxer es marca amb control-D, com és habitual.
Sintaxi:
cksum [fitxer1 fitxer2 ...]
mostra el codi CRC, la mida i el nom de cadascun dels fitxers.

## Exemples
```
ls -l foto.jpg header.xml
-rw ------- 1 css css 404384 14 abril 2004 foto.jpg
-rw-r - r - 1 css css 115 2 novembre 2003 header.xml

cksum foto.jpg header.xml
3764388547 404384 foto.jpg
927129673 115 header.xml

```

```
cksum
aquesta línia s'escriu a la terminal
^D
3484244170 37

```